# Afribactrus stylifrons
Afribactrus stylifrons là một loài nhện trong họ Linyphiidae.
Loài này thuộc chi Afribactrus. Afribactrus stylifrons được Jörg Wunderlich miêu tả năm 1995.